# Dan Jansen
Dan Jansen, född den 17 juni 1965 i Milwaukee, USA, är en amerikansk skridskoåkare.
Han tog OS-guld på herrarnas 1 000 meter i samband med de olympiska skridskotävlingarna 1994 i Lillehammer.